# Блитц, Герард
Герард Блитц (нидерл. Gérard Blitz; 1 августа 1901 — 8 марта 1979) — бельгийский пловец и ватерполист еврейского происхождения, призёр Олимпийских игр.
Родился в 1901 году в Амстердаме (Нидерланды), впоследствии переехал в Бельгию. В 1920 году принял участие в Олимпийских играх в Антверпене, где завоевал бронзовую медаль в плавании на дистанции 100 м на спине, и вместе с братом Маурисом помог бельгийской сборной по водному поло стать обладательницей серебряной медали. В 1921 году установил новый мировой рекорд в плавании на 400 м на спине (5 минут 59,2 сек), продержавшийся до 1927 года. В 1924 году на Олимпийских играх в Париже братья Блитц опять помогли бельгийской сборной завоевать серебряную медаль в водном поло; в плавании же Герард стал 4-м на дистанции 100 м на спине. В 1928 году на Олимпийских играх в Амстердаме ему не удалось добиться медалей ни в плавании, ни в водном поло, но зато в 1936 году на Олимпийских играх в Берлине Герард Блитц стал обладателем бронзовой медали в водном поло, став одним из немногих спортсменов-евреев, сумевших получить медали в гитлеровской Германии.
В 1990 году внесён в Международный зал славы плавания.